# 亞歷山大·馬采戈拉
亚历山大·伊万诺维奇·马采戈拉（羅馬化：Aleksandr Ivanovich Matsegora；1955年11月21日—），俄罗斯外交官，現任俄罗斯驻北韓大使。

## 早年生活及工作
馬采戈拉1955年生於蘇維埃烏克蘭南部港口城市敖德薩。
1978年于苏联外交部莫斯科國立國際關係學院畢業。會韩语和英语。1999年起从事外交工作。
- 2005年至2006年間任俄罗斯外交部第一亚洲司司长。
- 2006年至2011年間任俄罗斯驻朝鲜大使馆公使衔参赞。
- 2011年至2014年間任俄罗斯外交部第一亚洲司副司长。
- 自2014年12月26日起任俄罗斯联邦驻朝鲜民主主义人民共和国特命全权大使[1]。他于2015年3月9日递交了国书[2]。

## 外交官銜
- 二级特命全权特使（2011年4月28日）[3]
- 一级特命全权特使（2016年7月8日）[4]
- 特命全权大使（2019年10月1日）[5]